# Uendel Pereira Gonçalves
Uendel Pereira Gonçalves (Araranguá, Santa Catarina, Brasil, 8 de octubre de 1988) más conocido como Uendel, es un futbolista brasileño. Juega como lateral izquierdo y su equipo actual es el Cuiabá del Campeonato Brasileño de Serie A.

## Trayectoria
Uendel inició su carrera en las categorías inferiores del Criciúma, donde jugó en el plantel adulto hasta el año 2008. Allí tuvo un gran rendimiento en el Campeonato Catarinense, y muy pronto despertó el interés de dirigentes del Fluminense, los cuales lo contrataron en mayo de 2008. En el “Flu” no tuvo muchas oportunidades, y por eso prontamente fue contratado por el Avaí. Allí ganó el título estadual, y participó de una gran campaña en la Serie A del 2009, además fue escogido el mejor lateral izquierdo del bicampeonato catarinense del 2010.
Luego fue contratado por el Grêmio y posteriormente partió a préstamo al Flamengo. Luego al Ponte Preta, club con el que llegó a la final de la Copa Sudamericana 2013 siendo uno de los principales referentes del equipo. Su buen rendimiento hizo que Corinthians lo fichara para la temporada 2014. Fichó por el Internacional en enero de 2017.
En enero de 2017 luego de jugar tres temporadas en Corinthians, Uendel fichó por el Internacional.

## Estadísticas
Actualizado al último partido disputado el 8 de febrero de 2020.
| Club | Div.          | Temporada     | Liga  | Liga  | Estatal | Estatal | Copas nacionales(1) | Copas nacionales(1) | Copas internacionales(2) | Copas internacionales(2) | Otras(3) | Otras(3) | Total | Total |
| Club | Div.          | Temporada     | Part. | Goles | Part.   | Goles   | Part.               | Goles               | Part.                    | Goles                    | Part.    | Goles    | Part. | Goles |
| --- | ------------- | ------------- | ----- | ----- | ------- | ------- | ------------------- | ------------------- | ------------------------ | ------------------------ | -------- | -------- | ----- | ----- |
| Criciúma · Brasil |               |               |       |       |         |         |                     |                     |                          |                          |          |          |       |       |
| 2.ª | 2005          | 1             | 0     | 0     | 0       | -       | -                   | -                   | -                        | -                        | -        | 1        | 0     |       |
| 3.ª | 2006          | 1             | 0     | 2     | 0       | -       | -                   | -                   | -                        | -                        | -        | 3        | 0     |       |
| 2.ª | 2007          | 17            | 0     | 4     | 1       | -       | -                   | -                   | -                        | -                        | -        | 21       | 1     |       |
| 2.ª | 2008          | -             | -     | 22    | 4       | -       | -                   | -                   | -                        | -                        | -        | 22       | 4     |       |
| Total club | Total club    | 19            | 0     | 28    | 5       | 0       | 0                   | 0                   | 0                        | 0                        | 0        | 47       | 5     |       |
| Fluminense · Brasil |               |               |       |       |         |         |                     |                     |                          |                          |          |          |       |       |
| 1.ª | 2008          | 3             | 0     | -     | -       | 5       | 1                   | -                   | -                        | -                        | -        | 8        | 1     |       |
| Total club | Total club    | 3             | 0     | 0     | 0       | 5       | 1                   | 0                   | 0                        | 0                        | 0        | 8        | 1     |       |
| Avaí · Brasil |               |               |       |       |         |         |                     |                     |                          |                          |          |          |       |       |
| 1.ª | 2009          | 18            | 0     | -     | -       | 5       | 0                   | -                   | -                        | -                        | -        | 23       | 0     |       |
| 1.ª | 2010          | 1             | 0     | 1     | 0       | -       | -                   | -                   | -                        | -                        | -        | 2        | 0     |       |
| Total club | Total club    | 19            | 0     | 1     | 0       | 5       | 0                   | 0                   | 0                        | 0                        | 0        | 25       | 0     |       |
| Ponte Preta · Brasil |               |               |       |       |         |         |                     |                     |                          |                          |          |          |       |       |
| 2.ª | 2011          | 27            | 4     | 5     | 0       | -       | -                   | -                   | -                        | -                        | -        | 32       | 4     |       |
| 1.ª | 2012          | 21            | 1     | 18    | 4       | 4       | 1                   | -                   | -                        | -                        | -        | 43       | 6     |       |
| 1.ª | 2013          | 32            | 2     | 19    | 0       | 1       | 0                   | 9                   | 2                        | -                        | -        | 61       | 4     |       |
| Total club | Total club    | 80            | 7     | 42    | 4       | 5       | 1                   | 9                   | 2                        | 0                        | 0        | 136      | 14    |       |
| Corinthians · Brasil |               |               |       |       |         |         |                     |                     |                          |                          |          |          |       |       |
| 1.ª | 2014          | 6             | 0     | 13    | 1       | 2       | 0                   | -                   | -                        | -                        | -        | 21       | 1     |       |
| 1.ª | 2015          | 19            | 2     | 8     | 0       | 2       | 0                   | 6                   | 0                        | -                        | -        | 35       | 2     |       |
| 1.ª | 2016          | 33            | 2     | 12    | 1       | 2       | 0                   | 7                   | 0                        | -                        | -        | 54       | 10    |       |
| Total club | Total club    | 58            | 4     | 33    | 2       | 6       | 0                   | 13                  | 0                        | 0                        | 0        | 110      | 13    |       |
| Internacional · Brasil |               |               |       |       |         |         |                     |                     |                          |                          |          |          |       |       |
| 2.ª | 2017          | 35            | 1     | 16    | 0       | 7       | 0                   | -                   | -                        | 2                        | 0        | 60       | 1     |       |
| 1.ª | 2018          | 3             | 0     | 3     | 0       | 1       | 0                   | -                   | -                        | -                        | -        | 7        | 0     |       |
| 1.ª | 2019          | 20            | 0     | 7     | 0       | 7       | 0                   | 4                   | 0                        | -                        | -        | 38       | 0     |       |
| 1.ª | 2020          | 0             | 0     | 3     | 0       | 0       | 0                   | 4                   | 0                        | -                        | -        | 7        | 0     |       |
| Total club | Total club    | 58            | 1     | 29    | 0       | 15      | 0                   | 8                   | 0                        | 2                        | 0        | 112      | 1     |       |
| Total carrera | Total carrera | Total carrera | 237   | 12    | 133     | 11      | 36                  | 2                   | 30                       | 2                        | 2        | 0        | 438   | 27    |
| (1) Incluye datos de la Copa de Brasil (2) Incluye datos de la Copa Sudamericana y la Copa Libertadores (3) Incluye datos de la Primera Liga de Brasil |               |               |       |       |         |         |                     |                     |                          |                          |          |          |       |       |

## Palmarés

### Títulos estatales
| Título                           | Club        | Estado         | Año  |
| -------------------------------- | ----------- | -------------- | ---- |
| Campeonato Catarinense           | Avaí        | Santa Catarina | 2009 |
| Campeonato Catarinense           | Avaí        | Santa Catarina | 2010 |
| Campeonato Paulista del Interior | Ponte Preta | São Paulo      | 2013 |

### Títulos nacionales
| Título  | Club        | País   | Año  |
| ------- | ----------- | ------ | ---- |
| Serie A | Corinthians | Brasil | 2015 |

## Distinciones individuales
| Distinción                                         | Año  |
| -------------------------------------------------- | ---- |
| Mejor Lateral Izquierdo del Campeonato Catarinense | 2010 |